# Free (formație)
Free a fost o trupă engleză de muzică rock, fondată la Londra în 1968 fiind cel mai cunoscută pentru cântecul lor din 1970 "All Right Now". Vocalistul lor Paul Rodgers a continuat ulterior ca vocalist al formației Bad Company unde l-a avut coleg și pe bateristul Simon Kirke. Chitaristul Paul Kossoff a murit de un infarct produs, se pare, de consumul de droguri la vârsta de doar 25 de ani în 1976. 
Grupul era faimos atât pentru concertele spectaculoase cât și pentru nenumăratele turnee. Însă primele albume de studio nu s-au vândut foarte bine până la apariția discului Fire and Water ce conținea hitul "All Right Now". Acest album a adus trupa la rangul de formație importantă de rock a anilor '60-'70. Single-ul "All Right Now" le-a asigurat celor de la Free și prezența la Festivalul Isle of Wight 1970 unde au cântat în fața a 600.000 de oameni. 
Astfel la începutul anilor '70 Free era unul din cele mai bine vândute grupuri britanice de blues-rock. Până la destrămarea trupei din 1973 Free vânduseră mai mult de 20 de milione de albume în toată lumea și susținuseră mai mult de 700 de concerte. 
Revista Rolling Stone a făcut referire la formație ca "pionierii hard rockului britanic". De asemenea revista l-a clasat pe Rodgers pe locul 55 în lista "Celor mai buni 100 de cântăreți ai tuturor timpurilor" în timp ce Kossoff s-a clasat pe poziția 51 în lista "Celor mai buni 100 de chitariști ai tuturor timpurilor". 

## Discografie

### Albume de studio
- Tons of Sobs (noiembrie 1968)
- Free (octombrie 1969)
- Fire and Water (iunie 1970)
- Highway (decembrie 1970)
- Free at Last (iunie 1972)
- Heartbreaker (ianuarie 1973)

### EP-uri
- The Free EP (1978)

### Albume live
- Free Live! (septembrie 1971)

### Compilații
- The Free Story (1974)
- Best of Free (1975)
- Free and Easy, Rough and Ready (1976)
- Completely Free (1982)
- The Best of Free: All Right Now (1991)
- Molten Gold: The Anthology (1994)
- Walk in My Shadow: An Introduction to Free (1998)
- Free: All Right Now (1999)
- Songs of Yesterday (2000)
- Universal Masters Collection (2001)
- 20th Century Masters Millenium Collection (2002)
- Chronicles (18 septembrie 2006)
- Free - Live at the BBC (2006)
- Rock Legends (2008)

## Membrii
- Paul Rodgers (n. 1949) - voce, pian (1968-1971, 1972-1973)
- Paul Kossoff (1950 - 1976) - chitară (1968-1971, 1972-1973)
- Andy Fraser (n. 1952) - bas, pian (1968-1971, 1972)
- Simon Kirke (n. 1949) - tobe (1968-1971, 1972-1973)
- John "Rabbit" Bundrick (n. 1948) - claviaturi (1972-1973)
- Tetsu Yamauchi (n. 1946) - bas (1972-1973)
- Wendell Richardson - chitară (1973)
- Leigh Webster - claviaturi (1972)